# Надієвська
Наді́євська (рос. Надеевская) — присілок у складі Лузького району Кіровської області, Росія. Входить до складу Папуловського сільського поселення.
Населення становить 6 осіб (2010, 5 у 2002).
Національний склад станом на 2002 рік — росіяни 100 %.